# Scamandra merope
Scamandra merope är en insektsart som beskrevs av George Willis Kirkaldy 1913. Scamandra merope ingår i släktet Scamandra och familjen lyktstritar. Inga underarter finns listade i Catalogue of Life.